# Водогжмоти Мицкевича
Водопади на Мицкевич, в оригинал Водоспади Мицкевича, Водогжмоти Мицкевича, Водогжмоти (на полски: Wodospady Mickiewicza, Wodogrzmoty Mickiewicza, Wodogrzmoty; на словашки: Mickiewiczove vodopády; на унгарски: Mickiewicz-vízesések; на немски: Mickiewiczfälle, Mickiewicz-Wasserfälle) е водопад на река Розтока, в планина Татри, част от Карпати, Полша.
Височината на водния пад е 3 – 10 метра.